# 佩西弗鎮區 (伊利諾伊州諾克斯縣)
佩西弗鎮區（英語：Persifer Township）是位於美國伊利諾伊州諾克斯縣的一個行政鎮區。

## 地方資料
根據2010年美國人口普查的數據，佩西弗鎮區的面積為92.10平方千米，當中陸地面積為89.90平方千米，而水域面積為2.20平方千米。當地共有人口954人，而人口密度為每平方千米10.36人。